# Звір Апокаліпсису

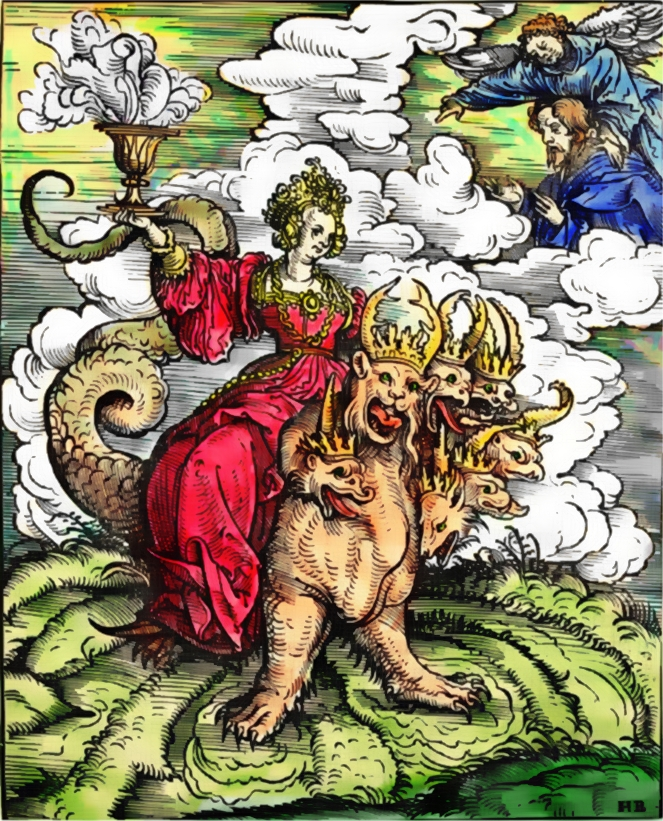
Вавилонська блудниця на звірі

Звір Апокаліпсису — персонаж книги Одкровення в Біблії, страхітлива істота, що протистоїть Богові та схиляє людей відвернутися від Нього. В книзі Одкровення згадуються два звірі, що виконують таку діяльність. Один з них виходить з моря, має 7 голів і 10 рогів. Це звір багряний (яскраво-червоний), на якому посідає велика блудниця. Інший виходить із землі, схожий на агнця, але говорить як дракон, і сприяє тому, аби весь світ поклонявся першому звірові.

## Образ звірів Апокаліпсису
Перший зі звірів виходить із моря, він подібний до рисі, має ведмежі ноги, 7 голів, 10 рогів на них і левині пащі. На рогах розміщені вінці та богозневажні імена. Одна з голів звіра поранена, проте звір зцілюється і цим дивує весь світ. Звір говорить богозневажні речі, починає війну зі святими й перемагає. Народи підкорюються звірові та вклоняються йому, за винятком тих, чиї імена записано в книгах життя.
|  | :І я став на морському піску. І я бачив звірину, що виходила з моря, яка мала десять рогів та сім голів, а на рогах її було десять вінців, а на її головах богозневажні імена. А звірина, що я її бачив, подібна до рися була, а ноги її як ведмежі, а паща її немов лев'яча паща. І змій дав їй свою силу, і престола свого, і владу велику. А одна з її голів була ніби забита на смерть, але рана смертельна її вздоровилась. І вся земля дивувалась, слідкуючи за звіриною! І вклонилися змієві, що дав владу звірині. І вклонились звірині, говорячи: Хто до звірини подібний, і хто воювати з нею може? І їй дано уста, що говорили зухвале та богозневажне. І їй дано владу діяти сорок два місяці. І відкрила вона свої уста на зневагу проти Бога, щоб богозневажати Ім'я Його й оселю Його, та тих, хто на небі живе. І їй дано провадити війну зо святими, та їх перемогти. І їй дана влада над кожним племенем, і народом, і язиком, і людом. І їй вклоняться всі, хто живе на землі, що їхні імена не написані в книгах життя Агнця, заколеного від закладин світу. Коли має хто вухо, нехай слухає: Коли хто до полону веде, сам піде в полон. Коли хто мечем убиває, такий мусить сам бути вбитий мечем! Отут терпеливість та віра святих! (Об. 13:1-11) |

Цей звір уб'є двох пророків, які будуть проповідувати три з половиною роки істинне Євангеліє:
|  | А коли вони скінчать свідоцтво своє, то звірина, що з безодні виходить, із ними війну поведе, і вона їх переможе та їх повбиває. (Об. 11:7) |

Також зазначається, що з появою звіра пов'язана й поява Вавилонської блудниці.
|  | І в дусі повів він мене на пустиню. І побачив я жінку, що сиділа на червоній звірині, переповненій іменами богозневажними, яка мала сім голів і десять рогів. (Об. 17:3) |

Перемозі першого звіра сприяє другий, що виходить із землі. Він схожий на агнця (котрий символізує Христа) та намагається уподібнитись до Нього, але говорить, як дракон. Він вчить шанувати першого звіра, творить великі знамення, зводить вогонь з неба; вкладає дух в образ звіра, щоб той говорив і діяв так, що всякий, хто відмовився поклонитися йому, буде вбитий; покладає «число ймення» звіра на лоб або праву руку живих, без якого ті не можуть нічого ні купувати ні продавати.
|  | І бачив я іншу звірину, що виходила з землі. І вона мала два роги, подібні ягнячим, та говорила, як змій. І вона виконувала всю владу першої звірини перед нею, і робила, щоб земля та ті, хто живе на ній, вклонилися першій звірині, що в неї вздоровлена була її рана смертельна. І чинить вона великі ознаки, так що й огонь зводить з неба додолу перед людьми. І зводить вона мешканців землі через ознаки, що їх дано їй чинити перед звіриною, намовляючи мешканців землі зробити образа звірини, що має рану від меча, та живе. І дано їй вкласти духа образові звірини, щоб заговорив образ звірини, і зробити, щоб усі, хто не поклониться образові звірини, побиті були. І зробить вона, щоб усім малим і великим, багатим і вбогим, вільним і рабам було дано знамено на їхню правицю або на їхні чола, щоб ніхто не міг ані купити, ані продати, якщо він не має знамена ймення звірини, або числа ймення його... Тут мудрість! Хто має розум, нехай порахує число звірини, бо воно число людське. А число її шістсот шістдесят шість. (Об. 13:11-18) |

## Трактування образу
У християнському богослов'ї Звір Апокаліпсису вважається однією із назв антихриста в Новому Завіті, де він також названий людиною гріха, сином погибелі (Еф.  2,3). Так багато разів називає антихриста Іоанн Богослов у своєму Одкровенні (Об. 11:7; 13:1-4; 14:9; 14:11; 15:2; 16:2; 16:10; 16:13; 17:3; 17:7-8; 17:11-17; 19:19-20; 20:2-4; 20:10).

Іоанн Богослов роз'яснює сенс символів. Ангел повідомляє йому: 
|  | А Ангол промовив до мене: Чого ти дивуєшся? Я скажу тобі таємницю жінки й звірини, яка носить її, яка має сім голів і десять рогів. Звірина, яку бачив я, була і нема, і має вийти з безодні і піде вона на погибіль. А мешканці землі, що їхні імена не записані в книгу життя від закладин світу, дивуватися будуть, як побачать, що звірина була і нема, і з'явиться. Тут розум, що має він мудрість. Сім голів це сім гір, що на них сидить жінка. І сім царів, п'ять їх упало, один є, другий іще не прийшов, а як прийде, то мусить він трохи пробути. І звірина, що була і нема, і вона сама восьма й з сімох, і йде на погибіль. А десять тих рогів, що бачив ти їх, то десять царів, що ще не прийняли царства, але приймуть владу царську із звіриною на одну годину. Вони мають одну думку, а силу та владу свою віддадуть звірині. Вони воюватимуть проти Агнця та Агнець переможе їх, бо Він Господь над панами та Цар над царями. А ті, хто з Ним, покликані, і вибрані, і вірні. (Об. 17:7-14) |